# 拉什萊克鎮區 (明尼蘇達州奧特泰爾縣)
拉什萊克鎮區（英語：Rush Lake Township）是位於美國明尼蘇達州奧特泰爾縣的一個行政鎮區，於1871年設立。

## 地方資料
拉什萊克鎮區的面積為89.97平方千米，當中陸地面積為69.04平方千米，而水域面積為20.93平方千米。根據2020年美國人口普查的數據，當地共有人口1035人，而人口密度為每平方千米11.5人。